# SEA + AIR
SEA + AIR war ein deutsches Indie-Pop-Duo aus Baden-Württemberg. Es bestand aus dem deutschen Musiker Daniel Benjamin und der griechischen Musikerin Eleni Zafiriadou. Beide sind Multi-Instrumentalisten, sie beherrschen z. B. Cembalo, Gitarre, Schlagzeug, E-Gitarre und Keyboard. SEA + AIR gingen 2011 aus Benjamins vorherigem Soloprojekt hervor.

## Geschichte
Daniel Benjamin begann 2003 eine Solokarriere und veröffentlichte mehrere EPs im Eigenvertrieb. Im Jahr 2006 erschien das Album Daniel Benjamin bei dem deutschen Indie-Label Haldern Pop Recordings. Er widmete sich verschiedenen Musikstilen wie Indie, Pop, Jazz und Klassik und spielte live oft mehrere Instrumente gleichzeitig. Neben seinem Soloprojekt war Benjamin Schlagzeuger der Band Jumbo Jet.
Eleni Zafiriadou ist eine griechische Folkloretänzerin. Sie war bis 2009 Sängerin der Band Jumbo Jet und unterstützte Daniel Benjamin bereits während seines Soloprojekts. Das Paar ist seit 2004 verheiratet.
Im Januar 2011 gründeten Zafiriadou und Benjamin das Duo SEA + AIR. SEA + AIR komponieren auch Filmmusik (z. B. Schuld sind immer die Anderen 2012, Heißkalte Seele 2012). Im Oktober 2011 starteten sie eine dreijährige Tournee und spielten rund 600 Shows in 22 Ländern.
Seit Mai 2015 stehen sie bei dem deutschen Label Glitterhouse Records unter Vertrag und veröffentlichen am 21. August 2015 europaweit ihr zweites Album Evropi.

## Stil
Ihre Musik bezeichnen Zafiriadou und Benjamin als Ghost-Pop. Sie ist eine Mischung aus mediterranen Melodien, die über Generationen weitergegeben wurden, und außergewöhnlichen Instrumenten. Es entstehen oft hymnische, meist eingängige, teils auch mild experimentelle Popsongs mit abwechslungsreichen, vielschichtigen Arrangements, die von der stimmlichen Harmonie der beiden abgerundet wird.

## Auszeichnungen
- 2013: „Music Award Region Stuttgart“ in der Kategorie „Bester Newcomer“[4]
- 2013: kanadischer Studiopreis „2013 Streaming Cafe Indie Recording Grant“
- 2015: „Deutscher Musikautorenpreis“ in der Sparte „Nachwuchs“[5]

## Diskografie

### Alben
- 2012: My Heart's Sick Chord (Rent-A-Recordcompany)
- 2015: Evropi (Glitterhouse Records)

### EPs
- 2012: Do Animals Cry? (Rent-A-Recordcompany)
- 2013: The Heart of the Rainbow (Rent-A-Recordcompany)
- 2015: Dirty Love / You Don’t Care About Me (Rent-A-Recordcompany)

### Singles
- 2015: Follow Me Me Me (Glitterhouse Records)
- 2015: Should I Care (Glitterhouse Records)